# Parti communiste d'Allemagne
Ne doit pas être confondu avec Parti communiste allemand.
Pour les articles homonymes, voir Parti communiste, KPD et Parti communiste en Allemagne.
Le Parti communiste d'Allemagne (en allemand : Kommunistische Partei Deutschlands, abrégé en KPD) est un parti politique allemand, fondé fin décembre 1918 dans le contexte de la révolution allemande de 1918-1919, autour de la Ligue spartakiste.
Ses premiers dirigeants, Rosa Luxemburg et Karl Liebknecht, sont assassinés en janvier 1919, après l'échec de la révolte de Berlin. Leur successeur Paul Levi est exclu du parti en 1921. Le KPD est mis sous contrôle par l'Internationale communiste et l'URSS, puis progressivement stalinisé. Dirigé notamment, durant l'entre-deux-guerres, par Ernst Thälmann, il est l'un des partis d'opposition les plus importants sous la république de Weimar et le parti communiste le plus puissant d'Europe occidentale. Après l'arrivée au pouvoir d'Adolf Hitler, le KPD est interdit et ses militants persécutés. À nouveau autorisé après-guerre, il se scinde en deux dans l'Allemagne occupée, au début de la guerre froide : ses cadres présents dans la zone d'occupation soviétique fondent le Parti socialiste unifié d'Allemagne (SED) en absorbant les sociaux-démocrates locaux ; à l'Ouest, le KPD continue d'exister sous son nom propre. Le SED est ensuite le parti au pouvoir sous la République démocratique allemande, tandis que le KPD, réduit à la marginalité, est interdit en 1956 par le gouvernement ouest-allemand.

## Révolution allemande de novembre 1918 et naissance du KPD

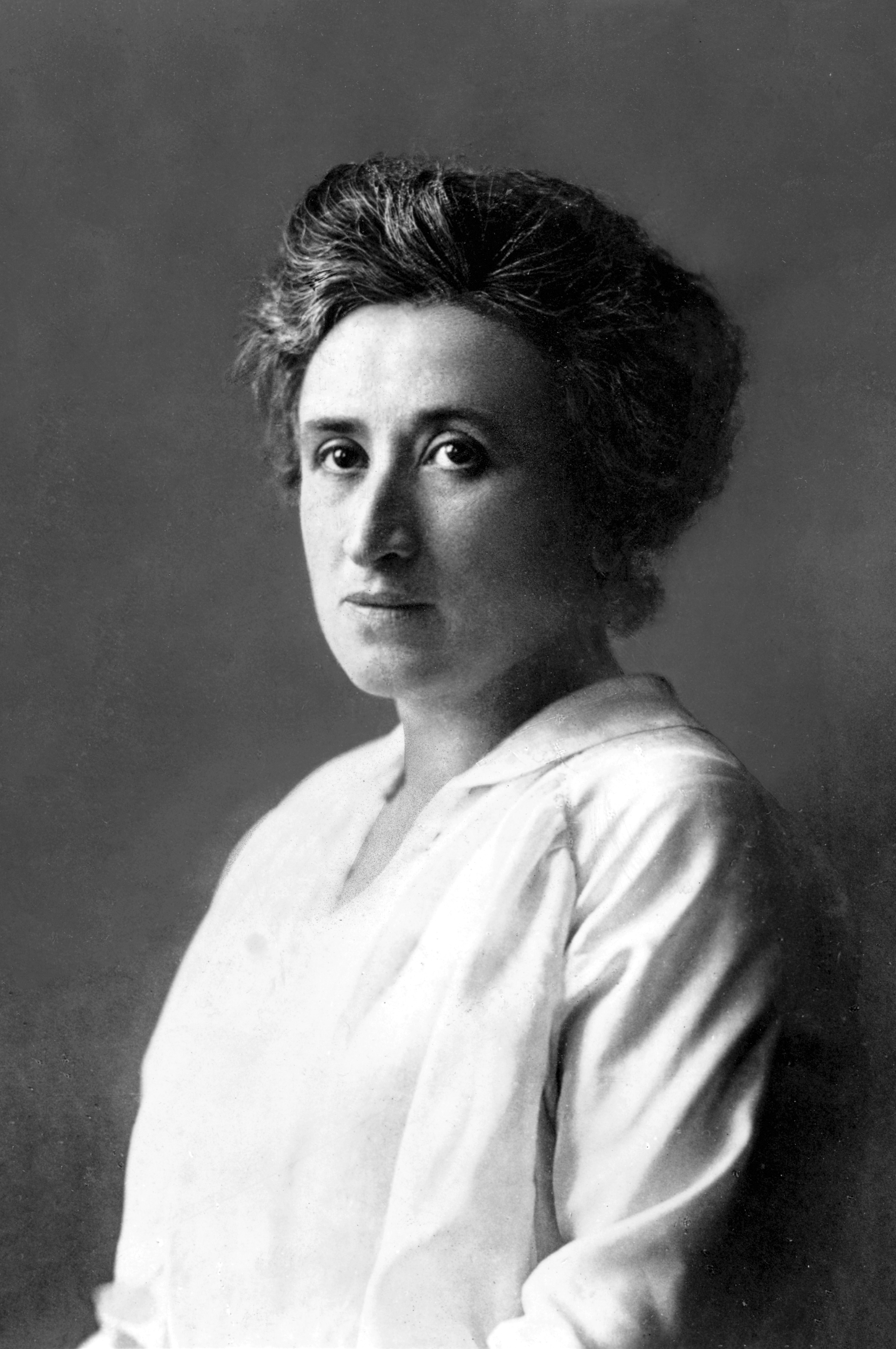
Rosa Luxemburg.

Le ralliement, en 1914, de la majorité des partis sociaux-démocrates de la IIe Internationale à la politique de soutien à la Première Guerre mondiale marque un tournant dans l'histoire de la sociale-démocratie. Seuls, quelques partis et militants s'opposent à la guerre et restent attachés au mot d'ordre de Karl Marx : « Prolétaires de tous les pays, unissez-vous ».
En Allemagne, l'opposition à la guerre prend forme dès 1915 autour de Rosa Luxemburg. Elle se caractérise par le refus croissant des parlementaires du Parti social-démocrate d'Allemagne (SPD) de voter les crédits de guerre, puis par une scission de l'aile gauche pacifiste du SPD, qui s'organise dans le Parti social-démocrate indépendant d'Allemagne (USPD) en avril 1917. Au sein de l'USPD, autour de Rosa Luxemburg, de Karl Liebknecht et de Leo Jogiches, s'organise une fraction qui pense que la fin de la guerre ne suffit pas et qu'il faut une révolution en Allemagne. Ce groupe devient la Ligue spartakiste.
Au même moment, des groupes proches idéologiquement de la Ligue spartakiste, mais refusant de militer dans l'USPD, s'organisent localement dans des groupes de « radicaux de gauche », puis se coordonnent nationalement au sein des Communistes Internationaux d'Allemagne (IKD).
L'année 1917 est inquiétante pour le pouvoir impérial allemand. À une vague de grèves s'ajoute l'exemple de la révolution russe, puis de la prise de pouvoir des bolcheviks lors de la révolution d'Octobre. La situation militaire s'aggrave en 1918. Le 4 novembre, Stuttgart s'insurge et passe aux mains d'un conseil ouvrier, mais reste isolée. Entre le 5 et le 9 novembre, la grève générale, déclenchée par les marins et les ouvriers de Kiel, met le feu aux poudres et balaye l'Empire allemand.
Face à ces événements, la majorité de la Ligue spartakiste se rapproche des IKD afin de former un parti unifié.

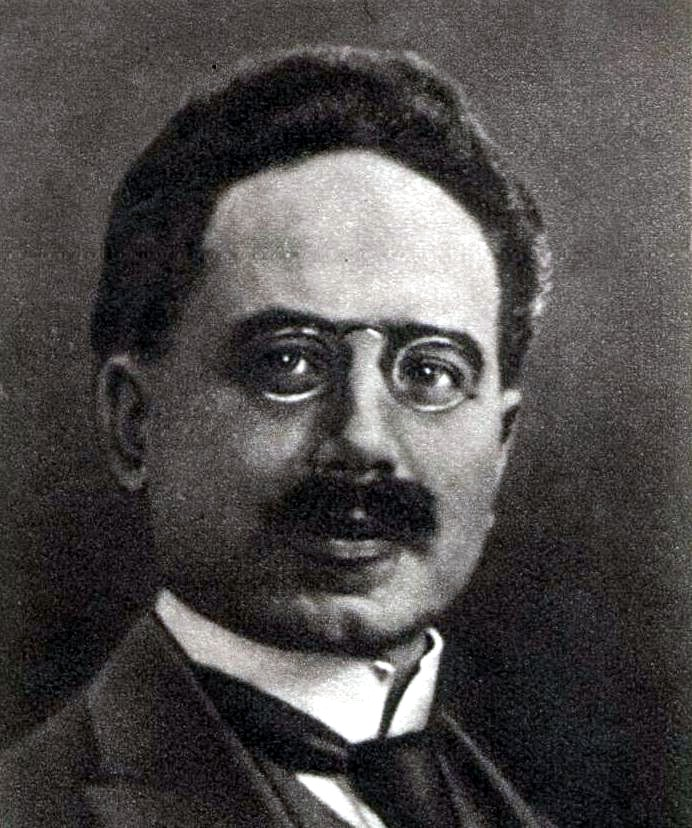
Karl Liebknecht.

Le 30 décembre 1918, la Ligue spartakiste crée, en fusionnant avec les IKD, le Parti communiste d'Allemagne. Pour marquer la continuité, le nom complet adopté est Parti communiste d'Allemagne (Ligue spartakiste) (Kommunistische Partei Deutschlands (Spartakusbund), KPD ou KPD (S).
On compte parmi ses membres Rosa Luxemburg, Karl Liebknecht, Eugen Leviné, Leo Jogiches, Paul Levi, Käte Duncker (de), Herman Gorter, Karl Korsch, Ruth Fischer, Klara Schabbel, Arkadi Maslow, Paul Frölich, Franz Mehring, Hugo Eberlein, Franz Pfemfert, Heinrich Brandler, August Thalheimer, Wilhelm Pieck.
Le parti est amené dès sa création à participer à l'insurrection de Berlin au début de janvier 1919. La répression de cette révolte et des multiples insurrections qui s'ensuivent porte de rudes coups au KPD et le désorganise profondément : de nombreux militants et dirigeants de premier plan du parti sont assassinés, Rosa Luxemburg et Karl Liebknecht le 15 janvier 1919, Leo Jogiches le 10 mars 1919 (Paul Levi prend alors la tête du KPD), Eugen Leviné le 5 juillet 1919.
En outre, deux militants importants dans la direction du KPD, Franz Mehring et Johan Knief (en), meurent de maladie dans les premiers mois de 1919.

## Sous la république de Weimar (1919-1933)

Drapeau du Parti communiste d'Allemagne.

### Années révolutionnaires (1919-1923)
Les années 1919-1923 sont pour l'Allemagne une époque de trouble politique et économique, qui ouvre des possibilités de révolution de type « soviétique ». Cette période est marquée pour le jeune Parti communiste d'Allemagne par des débats idéologiques tendus, parfois motifs d'exclusion, se déroulant dans une atmosphère surchauffée par l'idée que la révolution allemande est pour le lendemain.
Lors du deuxième congrès du parti, le 20 octobre 1919 à Heidelberg, Paul Levi prend l'initiative d'attaquer l'aile "gauchiste" du parti, qui refuse la participation aux élections et souhaite créer des "unions ouvrières", opposées aux syndicats. Cette « gauche » regroupe des éléments très différents, qui se divisent sur des sujets fondamentaux, sur les questions nationales (faut-il s'allier à la bourgeoisie allemande pour attaquer les impérialistes franco-anglais qui ont imposé le traité de Versailles ?) ou le rôle du parti, et cela permet à Levi d'en exclure une partie, qui forment alors le Parti communiste ouvrier d'Allemagne (KAPD). Cette exclusion est comprise comme un putsch par l'aile gauche du parti, et rencontre la vive opposition de Karl Radek et de Lénine, qui pensent que la scission est prématurée. Cette scission affaiblit fortement le KPD, qui compte moins de 30 000 militants, surtout implantés à Chemnitz et Stuttgart. Le KAPD, fort de 50 000 membres, est admis comme parti sympathisant de l'Internationale communiste (IC) en novembre 1920.
Mais au même moment, les pourparlers entre le KPD et l'aile gauche de l'USPD aboutissent. En octobre 1920, l'aile droite du parti fait scission quand celle-ci annonce son adhésion à l'IC. Du 4 au 7 décembre 1920 a lieu à Halle le congrès d'unification des deux organisations, ce qui fait naître le premier parti communiste de masse de l'histoire, comptant plus entre 350 000 et 600 000 membres. Le KPD prend alors un temps le nom de Parti communiste unifié d'Allemagne (Vereinigte Kommunistische Partei Deutschlands, ou VKPD) qu'il conserve jusqu'en 1922. Ce rapprochement a été rendu possible par la résistance commune des deux partis au cours du putsch de Kapp et par la politique de Paul Levi, qui ne conçoit pas d'action hors d'un parti de masse. L'organisation de jeunesse du parti est à partir de 1925 la Ligue des jeunes communistes d'Allemagne.
En mars 1921, le KPD se lance dans l'action de Mars, tentative d’insurrection inspirée par l'envoyé de l'IC Béla Kun. Rapidement écrasée, elle fait apparaître que les tendances gauchistes aux putschs, à l'action hors des organisations de masse, auxquelles s'oppose Levi depuis les débuts du parti, sont toujours présentes. Pour ce qui est du nombre de militants, les résultats sont catastrophiques, le VKPD perdant 200 000 membres en quelques semaines. Levi, pour protester, démissionne de la présidence du parti et publie une brochure critiquant l'action de mars et les méthodes autoritaires de l'IC. Le KPD exclut alors Levi de ses rangs. Cette décision est entérinée par l'Internationale communiste, qui critique vivement l'action de mars, mais est de plus en plus contrôlée par les partisans de Zinoviev, favorables à Bela Kun. Levi crée un groupe communiste dissident (qui rejoint ensuite l'USPD en août 1922).
La tactique de front uni ouvrier n'est pas abandonnée par le KPD sous la direction de Heinrich Brandler et August Thalheimer. En 1923, l'hyperinflation détruit l'économie allemande. La misère se répand dans toute la société et provoque en réaction une grève générale en août qui fait s’effondrer le gouvernement Cuno. Le KPD voit une chance et prépare soigneusement une tentative de prise de pouvoir en alliance avec la gauche sociale-démocrate. Cela aboutit à un échec, le seul soulèvement ayant été celui de Hambourg. Le KPD est interdit pour quelques mois.

### Période de la consolidation de la république de Weimar (1924-1927)
Cet échec permet aux partisans de Zinoviev d'éliminer Brandler et Thalheimer du comité central. Une nouvelle direction s'installe, avec notamment Werner Scholem, Ruth Fischer, Arkadi Maslow, Ernst Thälmann et Arthur Rosenberg. Cette nouvelle direction met en œuvre la politique de « bolchevisation », qui consiste à faire entrer les partis communistes dans le moule du Parti bolchevik. La politique de front uni est abandonnée, le KPD commence à mener une politique de scission systématique des syndicats pour créer des « syndicats rouges », entièrement communistes. Les sociaux-démocrates sont dénoncés comme des traîtres, assassins de Luxemburg et Liebknecht. Fischer et Maslow s'opposent notamment, comme Zinoviev, à la deuxième période théorisée par Lénine, caractérisée par un reflux révolutionnaire et la stabilisation du capitalisme depuis 1921 : pour eux, le capitalisme est bel et bien en crise et la révolution sociale est imminente. Cela passe par la militarisation du Parti en vue de la lutte armée pour instaurer la dictature du prolétariat. Contrairement à ce qui fera suite à cette politique d'ultragauche, le KPD ne considère pas à cette époque que les sociaux-démocrates sont les ennemis principaux du prolétariat : ils sont surtout vus comme des « sociaux fascistes », non séparés du reste de la classe politique « bourgeoise » et de la réaction fasciste et nazie, dont ils représentent son aile modérée. Il y a un décalage profond entre le discours très révolutionnaire de la direction du KPD et la reprise économique allemande, qui fait oublier la misère et éloigne le spectre de la révolution socialiste.
La vie interne du KPD est de plus en plus liée à ce qui se déroule en URSS. Zinoviev est écarté de la présidence de l'Internationale communiste par les partisans de Boukharine et de Staline en 1926. Ceux-ci imposent une nouvelle direction, avec Heinz Neumann et Ernst Thälmann à sa tête.

### Lutte contre la social-démocratie et le nazisme (1928-1933)

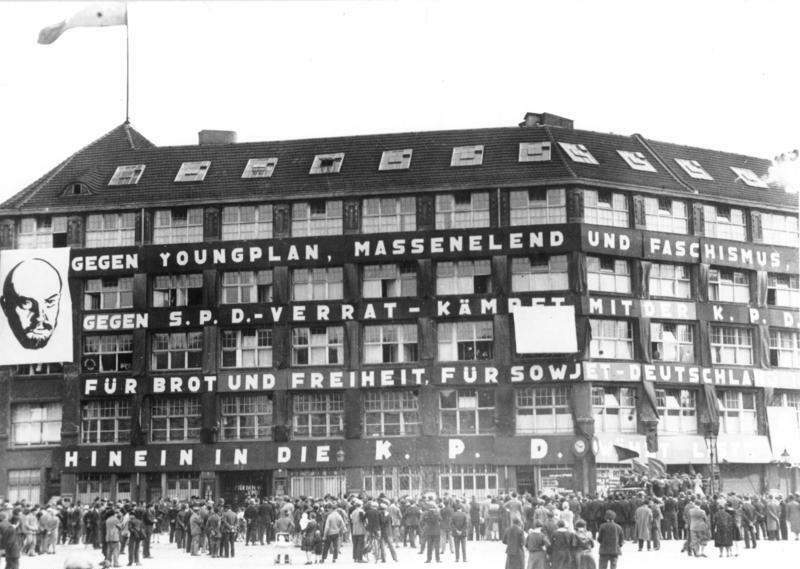
Karl-Liebknecht-Haus en 1930, elle fut le siège du KPD de 1926 à 1933.

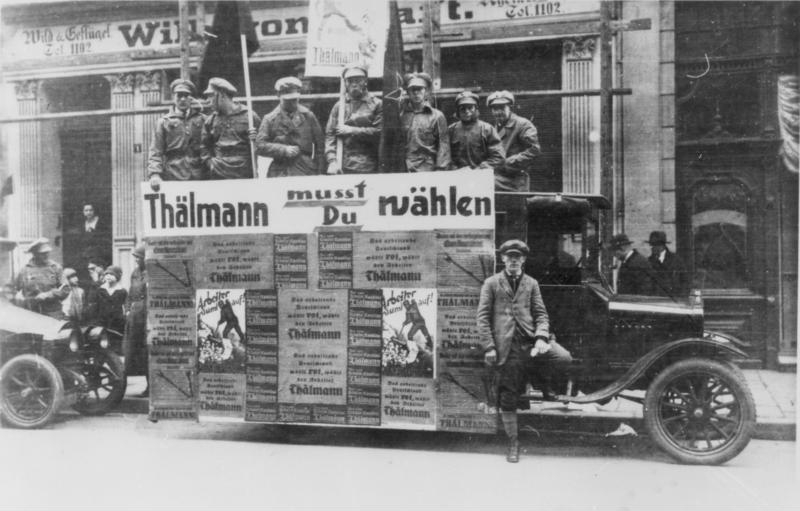
Camion du KPD à Essen, lors de la campagne d'Ernst Thälmann pour l'élection présidentielle de 1925.

Au sixième congrès de l'IC à Moscou en septembre 1928, Staline décide de donner la priorité à la lutte contre la social-démocratie. Les communistes allemands, également influencés par l'attitude anti-communiste du SPD de l'époque et par le souvenir de la répression des années 1918-1919, soutiennent les consignes. Selon l'historien du socialisme Jacques Droz, ils « considèrent les sociaux-démocrates comme leur principal ennemi, et vont même jusqu’à leur préférer les nazis, dont les excès pensent-ils, provoqueront la guerre civile puis la dictature du prolétariat. (…) Dans ces conditions, il est évident que la collaboration entre les deux partis de gauche, qui aurait été indispensable pour résister à la terreur nazie, ne peut s’organiser. Un autre évènement venant alimenter cette hostilité est l'action meurtrière et disproportionnée de la police berlinoise, contrôlée par le SPD, contre des rassemblements illégaux organisés par le KPD pour le 1er mai 1929 (évènement dit de Mai sanglant). En novembre 1931, on lit dans la Rote Fahne, l’organe communiste : « le fascisme de Brüning n’est pas meilleur que celui de Hitler… C’est contre la social-démocratie que nous menons le combat principal » ».
Les effets dramatiques de la crise sur les classes populaires propulsent les effectifs du Parti communiste de 124 000 en 1928 à 206 000 en 1931, et ses suffrages, qui étaient de 3,2 millions de voix en 1928, passèrent à 4,6 millions en 1930 et à 5,9 millions en novembre 1932. Ses membres sont pour beaucoup des chômeurs. Près de 50 % des militants berlinois étaient sans emploi en 1930, contre 40 % travaillant en usine, et seulement 17 % des effectifs nationaux étaient en mesure de militer sur leurs lieux de travail en 1931. Cette situation nuit aux capacités d'action du parti, notamment en matière d'organisation de grèves.
Dans les années 1930, le KPD compte un million de membres et développe un appareil clandestin s’appuyant sur les 100 000 miliciens d’une organisation paramilitaire : la Ligue des combattants du Front rouge.
En décembre 1931, le KPD refuse de participer au Front de fer républicain contre le Front de Harzburg (nationaliste). En juillet 1932, c'est au tour du SPD de rejeter la proposition de front commun avancée par le KPD à la suite d'un putsch en Prusse. À nouveau, en janvier 1933, les communistes proposent d'organiser une grève générale en protestation contre la nomination d'Hitler à la chancellerie, mais le SPD s'y oppose.
En 1931-1932, le KPD et le parti nazi NSDAP mènent des actions parallèles et parfois concertées : le référendum contre le gouvernement social-démocrate de Prusse en août 1931, la motion de censure contre le gouvernement social-démocrate de Prusse en mars 1932, la motion provoquant la dissolution du Parlement allemand de juillet 1932, la grève commune des transports de Berlin en novembre 1932.
Certains historiens soulignent également une attitude ambivalente à la base du parti. D'un côté, des combats de rue sans concession entre militants nazis et militants communistes. En 1931, on relève ainsi la mort de 103 militants communistes et de 79 militants nazis. De l'autre, une partie de la base prolétarienne oscille entre le parti communiste et le parti nazi. Le parti communiste tente à plusieurs reprises de séduire la gauche nazie et en particulier les SA. Le cas le plus célèbre est celui de Richard Scheringer (de), héros nazi, converti au communisme et futur dirigeant communiste ouest-allemand après 1945.
Au total, et malgré le martyre que subira le parti sous le Troisième Reich, certains historiens ont jugé très sévèrement la stratégie du Parti communiste d'Allemagne face au nazisme (précédés en cela par des contemporains). Jacques Droz écrit ainsi : « De cette évolution qui aboutissait à l’effondrement des deux grands partis de la gauche allemande, c’est incontestablement le Parti communiste qui porte la plus lourde responsabilité. En dénonçant la social-démocratie, et non le nazisme, comme l’ennemi à abattre, il avait certes contribué à assouvir les haines personnelles de Staline, mais il avait fait preuve d’une servilité et d’une cécité dont l’histoire doit lui demander compte ».
D'autres historiens, comme le germaniste et spécialiste de Rosa Luxembourg Gilbert Badia, soulignent cependant la responsabilité des sociaux-démocrates allemands dans la division de la classe ouvrière allemande et du camp socialiste. La répression sanglante des Spartakistes en janvier 1919, l'assassinat de leurs dirigeants par les corps francs, constitués par des ministres sociaux-démocrates, avaient profondément sapé la confiance que les communistes pouvaient porter en eux. Par ailleurs, en réprimant la république des conseils, en faisant la promotion d'un nationalisme qui préservait la figure d'Hindenburg, des dirigeants sociaux-démocrates tels qu'Ebert ou Noske ont également pu favoriser l'émergence du mouvement national-socialiste. Ainsi, selon Gilbert Badia, c'est « l'écrasement de la Révolution [qui] a rendu possible le développement ultérieur du national-socialisme ».

## Répression nazie et résistance (1933-1945)

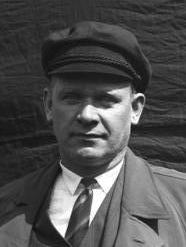
Ernst Thälmann (1932), président du KPD de 1925 à 1933.

Le KPD réagit à l'arrivée au pouvoir d'Adolf Hitler par des grèves et des manifestations. L'incendie du Reichstag, le soir du 27 février 1933, offre à Hitler, nommé chancelier le 30 janvier précédent, le prétexte pour engager une violente répression du parti communiste. La répression commence quelques heures après l'incendie, lorsque la police arrête 4 000 militants communistes dans la nuit,. Cependant le KPD n'est pas formellement interdit et il fait élire 81 députés aux élections de mars 1933. Ils ne seront jamais autorisés à occuper leur siège et sont tous arrêtés rapidement. Le KPD est interdit le lendemain de l’élection.
Les vagues d’arrestations de militants communistes se multiplient alors : en novembre 1933, on compte 60 000 militants emprisonnés et 2 000 abattus ou torturés à mort. Le 3 mars 1933, Ernst Thälmann, président du KPD, est arrêté. Après un long séjour à la prison d'État de Bautzen, il est transféré au camp de concentration de Buchenwald le 17 août 1944. Il y est exécuté le lendemain sur ordre d'Adolf Hitler et sa dépouille incinérée dans un four crématoire. John Schehr, secrétaire du comité central et membre du bureau politique du KPD, remplace Thälmann à la présidence du parti en mars 1933, avant d'être arrêté en novembre de la même année. Les communistes allemands (membres ou non du KPD) sont massivement internés dès 1933 dans des camps de concentration comme Dachau. Une activité clandestine sera maintenue dans certains camps (notamment Buchenwald), organisant la solidarité, et une résistance extrêmement difficile et dangereuse.
Le KPD est contraint à la clandestinité et, dans chaque grande ville, ses organisations se reconstituent pour s'opposer au régime : propagande antifasciste, sabotage de la production de guerre, aide aux antifascistes emprisonnés et, enfin, préparation d’une insurrection sur la base de la révolution allemande de 1918-1919. Les archives de la Gestapo révèlent cette constante activité malgré les vagues d’arrestations et les milliers de condamnations à mort. Pour la seule année 1935, 15 000 résistants du KPD sont arrêtés en Allemagne. Les communistes allemands ayant pu quitter le Reich organisent dans les pays voisins des « centrales » pour aider la résistance intérieure par l’envoi de cadres et de matériel. Des milliers d'entre eux s'engagent pour combattre en Espagne dans les Brigades internationales. Pendant la Seconde Guerre mondiale, beaucoup s’engageront dans les résistances locales.
Cependant, certains dirigeants ayant fui à temps organisent un KPD en exil. Ce sont des membres du comité central de ce parti qui, à l'instigation de Moscou, créent le 12 juillet 1943 à Krasnogorsk (à proximité de la capitale soviétique), dans le camp modèle no 27, le Comité national de l'Allemagne libre (NKFD) dont les membres les plus influents, Wilhelm Pieck et Walter Ulbricht, sont à l'origine de la création de la République démocratique allemande. Ce comité est présidé par le poète Erich Weinert.
D'autres courants communistes participent aussi activement à la résistance allemande au nazisme de 1933 à 1945.

## Après 1945
Au moment de l'occupation de l'Allemagne, scindée en plusieurs zones d'occupation, le KPD se trouve divisé de fait. Cette situation se pérennise avec la guerre froide et la division de l'Allemagne en deux États rivaux.
- Dans la zone d'occupation soviétique, sur instruction de l'URSS, le KPD fusionne en 1946 avec les cadres locaux du SPD pour former le Parti socialiste unifié d'Allemagne (Sozialistische Einheitspartei Deutschlands, SED). Ce parti est placé à la tête d'une coalition du nom de « Bloc antifasciste », regroupant les seuls partis autorisés par les occupants soviétiques. Le SED est par la suite au pouvoir en République démocratique allemande (RDA) de 1949 à 1989, toutefois le SPD réussit à préserver son indépendance à Berlin, obligeant le SED à former une petite branche à Berlin-Ouest, le Parti socialiste unifié de Berlin-Ouest (en)[23],[24]. Le Bloc antifasciste est rebaptisé Front national de la République démocratique allemande et regroupe les partis autorisés en RDA, le SED exerçant un rôle dirigeant. À partir de 1989, lors de l'instauration du pluripartisme, le SED se transforme en PDS, parti de la gauche communiste de tendance réformatrice. Les communistes « orthodoxes » reconstituant pour leur part le KPD en 1990 (Parti communiste d'Allemagne), auquel adhère notamment l'ancien dirigeant de la RDA, Erich Honecker.
- En Allemagne de l'Ouest (RFA), le KPD continue d'exister en tant qu'organisation séparée du SPD qui, n'étant pas soumis à l'Ouest à la pression soviétique, a refusé la fusion. Le KPD de l'ouest existe jusqu'en 1956, date à laquelle le Tribunal constitutionnel fédéral ordonne sa dissolution en tant qu'organisation inconstitutionnelle. Une partie de ses dirigeants passe alors à l'Est, tandis que des militants continuent d'animer un KPD clandestin. En 1968, un Parti communiste allemand (Deutsche Kommunistische Partei, DKP) est créé pour prendre la succession du KPD[25],[26],[27],[28] : dans le contexte de la détente, les autorités ouest-allemandes s'abstiennent de l'interdire. Malgré le soutien financier de la RDA qui lui permet de conserver une visibilité certaine, ce nouveau parti communiste ouest-allemand ne dépasse pas le stade groupusculaire[29],[30]. Très rapidement, ce qui reste du KPD de RFA se disperse en de nombreuses scissions (comme le Parti communiste d'Allemagne/Marxistes-léninistes, dissidence maoïste du DKP). Certains petits groupes d'extrême gauche continuent de se présenter comme les héritiers du KPD.

## Résultats électoraux

### Reichstag
| Année   | Voix      | %    | Rang | Sièges    | Gouvernement |
| ------- | --------- | ---- | ---- | --------- | ------------ |
| 1920    | 589 454   | 2,1  | 8e   | 4 / 459   | Opposition   |
| 05/1924 | 3 693 280 | 12,6 | 4e   | 62 / 472  | Opposition   |
| 12/1924 | 2 709 086 | 9,0  | 5e   | 45 / 493  | Opposition   |
| 1928    | 3 264 793 | 10,6 | 4e   | 54 / 491  | Opposition   |
| 1930    | 4 590 160 | 13,1 | 3e   | 77 / 577  | Opposition   |
| 07/1932 | 5 282 636 | 14,3 | 3e   | 89 / 608  | Opposition   |
| 11/1932 | 5 980 239 | 16,9 | 3e   | 100 / 584 | Opposition   |
| 03/1933 | 4 848 058 | 12,3 | 3e   | 81 / 687  | Opposition   |
| 1949    | 1 361 706 | 5,7  | 4e   | 15 / 402  | Opposition   |
| 1953    | 611 317   | 2,2  | 7e   | 0 / 509   | Opposition   |